# Wilhuff Tarkin
Grootmoff Tarkin (Engels: Grand Moff Tarkin) is een personage uit de Star Wars-saga. Tarkin is te zien in de films Star Wars Episode III: Revenge of the Sith, Rogue One en Star Wars: Episode IV: A New Hope. Even is hij aanwezig in Episode III, waarin Tarkin wordt gespeeld door Wayne Pygram. Grootmoff Tarkin wordt in Episode IV (1977) gespeeld door de Britse acteur Peter Cushing. In Rogue One (2016) werd het personage fysiek vertolkt door Guy Henry, maar werd de beeltenis van de in 1994 overleden Cushing digitaal gerecreëerd.

## Episode III: Revenge of the Sith
Grootmoff Tarkin is aanwezig bij de aanvang van de constructie van de Death Star samen met Darth Sidious en Darth Vader.

## Rogue One: A Star Wars story
Na de succesvolle eerste demonstratie van de Death Star, waarbij de heilige stad op de maan van Jedha vernietigd werd, neemt Tarkin het bevel van de Death Star over van directeur Krennic. In die hoedanigheid beveelt hij de vernietiging van de keizerlijke basis op de planeet Scarif.

## Episode IV: A New Hope
Tarkin regeert via angstpolitiek waarmee hij stelsels en planeten wil veroveren. De Death Star is daarbij zijn favoriete middel tot het bereiken van deze doelen. Tarkin heeft veel macht binnen het Keizerrijk gekregen. Zelfs Darth Vader luistert naar zijn bevelen. Nadat Tarkin als demonstratie de planeet Alderaan heeft opgeblazen, gaat hij met de Death Star naar Yavin IV, waar zich het hoofdkwartier van de Rebellenalliantie bevindt. Tarkin is van plan ook deze planeet op te blazen, maar dit kan op het laatste moment worden voorkomen door Luke Skywalker, die met zijn X-Wing protontorpedo's in een ventilatieschacht schiet. Deze bereiken het centrum van de Death Star nét voordat Yavin onder vuur kan worden genomen. Bij de vernietiging van de Death Star komt Grootmoff Tarkin om het leven.

## Trivia
- Tarkin is al een militair in de periode van de Galactische Republiek tussen Episode II en III tijdens de Kloonoorlogen. Hij heeft dan goede banden met Kanselier Palpatine, die zich later tot Keizer uitroept. Ook mag Tarkin Anakin Skywalker die later bekend zal staan als Darth Vader, de leerling van de Keizer. Deze gebeurtenissen zijn te zien in de animatieserie Star Wars: The Clone Wars.
- Tarkin is de enige officier op de Death Star die op zijn uniform zowel gele, blauwe als rode insignes heeft. Hij heeft er ook de meeste van.
- Tarkin is een kalm en serieus persoon en heeft, zo lijkt het, geen enkel gevoel voor humor of medelijden.
- Tarkin heeft een Brits accent.
- In Episode III is Tarkin in één scene te zien bij de constructie van de Death Star. Tarkins grootste rol vertolkt acteur Peter Cushing in Episode IV.